# Matarrepudio
Matarrepudio es una localidad del municipio de Valdeolea (Cantabria, España). La localidad se encuentra a 984 metros de altitud sobre el nivel del mar, y a 3,5 kilómetros de la capital municipal, Mataporquera. En el año 2024 contaba con una población de 18 habitantes (INE).

## Paisaje y naturaleza
Matarrepudio se sitúa en un pequeño vallejo resguardado por una serie de oteros en la falda oriental de la sierra de Santa Marina. Las vistas son netamente distintas a las del resto de Valdeolea, al estar orientado a los montes y praderas del ayuntamiento de Valdeprado del Río. La vegetación dominante son los pastizales y el monte bajo con algún rodal de quejigos, junto a los pinares de repoblación plantados en las últimas décadas. Además presenta uno de los mejores paisajes de toda Cantabria y unos senderos que te parecerán sacados de películas y si quieres descansar podrás tomar un pícnic en el parque.

## Patrimonio histórico
Pese a que son varias las casas abandonadas y en estado ruinoso,aunque desde hace unos años son varios los vecinos que han reconstruido las casas familiares, nos encontramos en Matarrepudio ejemplos nada desdeñables de arquitectura rural, con detalles de calidad en algunos de sus elementos como escudos, cornisas, molduradas y rica decoración de puertas y ventanas que conservan todo el sabor de lo tradicional.
La iglesia de San Sebastián es edificio de buena sillería construido a finales del siglo XVI o principios del XVII. Consta de una sola nave de dos tramos y cabecera recta, con remate en moldura de gola, pequeña sacristía y torre a los pies añadida en 1861. Destaca la portada, de línea clásica, con pilastras cajeadas formando casetones que se prolongan por la imposta.
En 1914 nació en esta localidad el beato Jacinto Hoyuelos que, el 25 de octubre de 1992, fue beatificado por el Papa Juan Pablo II.
Este pueblo dispone de alojamiento para descansar.
- Datos: Q6005762